# Movimiento Patriótico de Costa de Marfil
El Movimiento Patriótico de Costa de Marfil (Mouvement patriotique de Côte d'Ivoire, MPCI) fue el principal grupo rebelde de la Guerra Civil Marfileña, el cual en 2005 se transformó en partido político.

## Antecedentes del MPCI y de la Guerra Civil
Durante la Guerra Civil, el MPCI fue considerado como el brazo político del movimiento rebelde, mientras que las Fuerzas Nuevas eran el brazo armado. Su líder era Guillaume Soro Kigbafori, católico procedente del norte del país que comenzó su carrera política en la Federación de Estudiantes de Costa de Marfil, organización cercana al entonces opositor Frente Popular Marfileño (Front Popular Ivorien). El MPCI también cuenta entre sus filas con Louis Dacoury Tabley, líder fundador del FPI. Si bien esencialmente es un partido de ámbito regional (el norte del país), realmente el MPCI cuenta con representantes a lo largo y ancho de todo Costa de Marfil. 
En el periodo de guerra los dirigentes del MPCI comandaban unos 10 000 soldados (de los cuales 450 eran sublevados del Ejército Marfileño) con los que consiguieron controlar un 40 por ciento del territorio, si bien la cifra puede elevarse hasta el 60% si se consideran las zonas controladas por los rebeldes aliados del oeste del país. El partido como tal fue fundado en octubre de 2002, apenas un mes después de la rebelión armada. Los líderes del MPCI invocaron entonces el concepto de "ivoirité", que el anterior presidente H.K. Bédié había ayudado a introducir en el discurso político nacional en la década de los 90, como factor de división provocador de la rebelión.

## Creación de la coalición política FN
Las Fuerzas Nuevas de Costa de Marfil (Forces Nouvelles de Côte d'Ivoire, FNCI o FN) se formaron en diciembre de 2002 como consecuencia del primer acuerdo de paz. 
Las FN incluyen a los siguientes partidos:
- Movimiento Patriótico de Costa de Marfil (Mouvement patriotique de Côte d'Ivoire, MPCI)
- Movimiento Popular Marfileño del Gran Oeste (Mouvement populaire ivoirien du Grand Ouest, MPIGO)
- Movimiento Justicia y Paz (Mouvement pour la justice et la paix, MJP)

Mientras que la coalición política que acoge a estos partidos funciona formalmente como Forces Nouvelles de Côte d'Ivoire, en la práctica el MJP se encuentra integrado en el MPCI, que a su vez sustituye a la coalición en si. A fecha de 2007, no existe una organización activa de las FNCI independiente al MPCI.
La frase Forces Nouvelles permanece como apelativo a las fuerzas rebeldes de la guerra civil.

## Gobierno
Tomado de Guillaume Soro
Siguiendo las pautas marcadas por el acuerdo de paz de enero de 2003, Soro entró en el Gobierno como ministro de Comunicaciones en abril de ese mismo año. Los ministros miembros de las Fuerzas Nuevas iniciarion un boicot al Gobierno en septiembre de 2003 para regresar al mismo en enero de 2004. Tras una manifestación de oposición celebrada en Abiyán en marzo de 2004 que fue violentamente disuelta, Soro y otros antiguos ministros rebeldes y opositores retomaron el boicot. En respuesta, Gbagbo destituyó a Soro y a otros dos ministros el 19 de mayo de 2004. Soro denunció esta maniobra, afirmando que se trataba de una violación del acuerdo de paz por parte de Gbagbo. El 9 de agosto de 2004 Soro asistió a una reunión del gabinete y le fue restituido su puesto. El 28 de diciembre de 2005, Soro fue nombrado ministro de Reconstrucción y Reintegración del gobierno encabezado por el primer ministro Charles Konan Banny, pasando a ser su "segundo de a bordo". De todas formas, no asistió a ninguna reunión del gabinete hasta el 15 de marzo de 2006.
Tras la firma de otro acuerdo de paz el 4 de marzo de 2007, apareció la posibilidad de que Soro fuese nombrado primer ministro de un nuevo gobierno tras varios rumores que afirmaban que Gbagbo quería al líder rebelde para ese puesto. En una entrevista publicada el 24 de marzo, Soro comentó que estaba deseando convertirse en primer ministro. Ese mismo día se firmó un acuerdo según el cual Soro se convertía en primer ministro, quedando solamente que Gbagbo hiciera oficial el nombramiento, siendo necesario esperar únicamente 2 días para ello. El presidente nombró a Soro primer ministro el 29 de marzo. y este tomó posesión del cargo el 4 de abril. Tres días después, el 7 de abril, quedó constituido un gabinete de 32 ministros (aparte de Soro), muchos de ellos procedentes del gobierno anterior encabezado por Banny.
En un discurso emitido el 13 de abril, Soro se disculpó "ante todos y en nombre de todos" por el daño que la guerra había causado al país.